# 天主教博博迪烏拉索總教區
天主教博博迪烏拉索總教區（拉丁語：Archidioecesis Bobodiulassensis）是布基納法索一個羅馬天主教教省總教區，下轄五個教區。是該國三個總教區之一。
同名宗座代牧區成立於1927年12月15日，1937年3月9日升為代牧區。1955年9月14日升為教區。2000年12月5日升為總教區。
總教區範圍包括烏埃省和凱內杜古省。2006年有教友99,240人（佔轄區總人口9.8%）、十四個堂區、八十四名司鐸。現任教區總主教為保祿·耶布阿多·歐德拉戈。